# Anzio (città antica)
Anzio (in latino Antĭum) era una città italica che sorgeva sulla costa dell'antico Lazio, a sud di Roma. Già capitale dei Volsci, dopo la conquista romana (338 a.C.) divenne un importante centro portuale e residenziale della repubblica e poi dell'Impero romano. Fu abbandonata in seguito alle invasioni barbariche del V-VI secolo.

## Storia
La località risulta esser stata abitata già in epoca pre-indoeuropea, come attestato sia dalla toponomastica locale, sia dai rinvenimenti archeologici, con una necropoli datata all'età del ferro (IX-VII secolo a.C.). Nel V secolo a.C. nell'area si stanziarono i Volsci, popolo di ceppo osco-umbro, e Anzio divenne la loro principale città, la economia era incentrata sulla navigazione e sulla pirateria (praticata fino al Mar Egeo).
I conflitti tra i Volsci e i Romani, iniziati già dalla fine del VI secolo a.C., caratterizzarono la storia della città nei secoli successivi. Dopo numerosi scontri (tra i quali le battaglie del 484 a.C. e del 468 a.C.), i Romani riuscirono a fondare una colonia latina ad Anzio nel 467 a.C. e a sottomettere definitivamente la città nel 338 a.C. grazie alla battaglia del fiume Astura; venne occupata anche la rocca portuale, Cenone, e i rostri delle navi della flotta volsca furono portati nel Foro Romano a ornare le tribune degli oratori (dette da allora Rostri). Nel 317 a.C. Anzio divenne municipio.
In epoca tardo-repubblicana e imperiale ad Anzio  - rinomata per il paesaggio litoraneo  - sorsero numerose residenze signorili; lo sviluppo urbanistico fu favorito anche dalla vicinanza con Roma, cui Anzio era collegata attraverso la Via Anziatina (che si diramava dalla Via Appia all'altezza di Frattocchie). A dare particolare impulso allo sviluppo del borgo fu Nerone, imperatore dal 54 al 68, che vi costruì una villa (successivamente ampliata da Domiziano, Adriano e Settimio Severo) e un nuovo porto, che garantì la fioritura della città anche per i secoli successivi.
Durante le invasioni barbariche Anzio subì le incursioni dei Vandali di Genserico (V secolo), degli Ostrogoti di Vitige (VI secolo) e dei Saraceni (VIII-IX secolo), che indussero gli abitanti superstiti a fondare Nettuno. Il ripopolamento dell'area ebbe inizio nel XVII secolo, quando papa Innocenzo XII fece costruire un nuovo porto attorno al quale nel XIX secolo si sviluppò la moderna città di porto d'Anzio.